# گوبین، لهستان
گوبین (به لهستانی: Gubin) یک شهرک در لهستان است که در لوبوسکی واقع شده‌است.

## خصوصیات
گوبین ۲۰٫۶۸ کیلومترمربع مساحت و ۱۶٬۹۷۴ نفر جمعیت دارد.

## خواهرخوانده
شهر گوبن خواهرخواندهٔ گوبین، لهستان هست.